# Monasterio de Santa María (El Puig)
El monasterio de Santa María del Puig o Real Monasterio de los Padres Mercedarios del Puig de Santa Maria está situado en el municipio de El Puig (Valencia) de la Comunidad Valenciana (España), a sólo 14 km al norte de la ciudad de Valencia. Fundado por voluntad del rey Jaime I el Conquistador en 1240. Su relevancia histórica viene por el hecho de que en este lugar se libró en 1237 la confrontación definitiva para la conquista de Valencia, la Batalla del Puig. La Virgen del Puig fue considerada durante siglos como la patrona de Reino de Valencia.
El monasterio sigue realizando oficios religiosos, también se puede visitar alguna estancias del edificio como los claustros, el salón Real, el salón Gótico de Jaime I y la reproducción de la espada del Rey Jaime I. En su interior se encuentra el Museo Nacional de la Imprenta y Obra Gráfica, con salas ambientadas en los pequeños talleres de imprenta artesanal del siglo XV.

## Historia
Tal como relata el «Llibre dels Fets» en la colina frente a la cual se encuentra el monasterio se situaba el castillo de Enesa, fortaleza musulmana clave en la conquista de Balansiya (Valencia). La conquista de este, rodeada de una leyenda épica y religiosa, llevó al rey a la voluntad de fundar un monasterio precisamente en este lugar, haciendo donación de estas tierras a Arnau de Cardona, maestro de la Orden del Temple. De esta fundación inicial que sería una sencilla capilla de Reconquista no queda ningún vestigio, a excepción de la portada de la iglesia actual, pero que no está en su ubicación original. Este monasterio estuvo fortificado originalmente, de sus elementos defensivos sigue conservando sus cuatro torres de esquinas y parte del amurallamiento almenado, que le da aspecto de fortaleza.